# Zapfino

Beispiele für Zapfino-Schriftschnitte

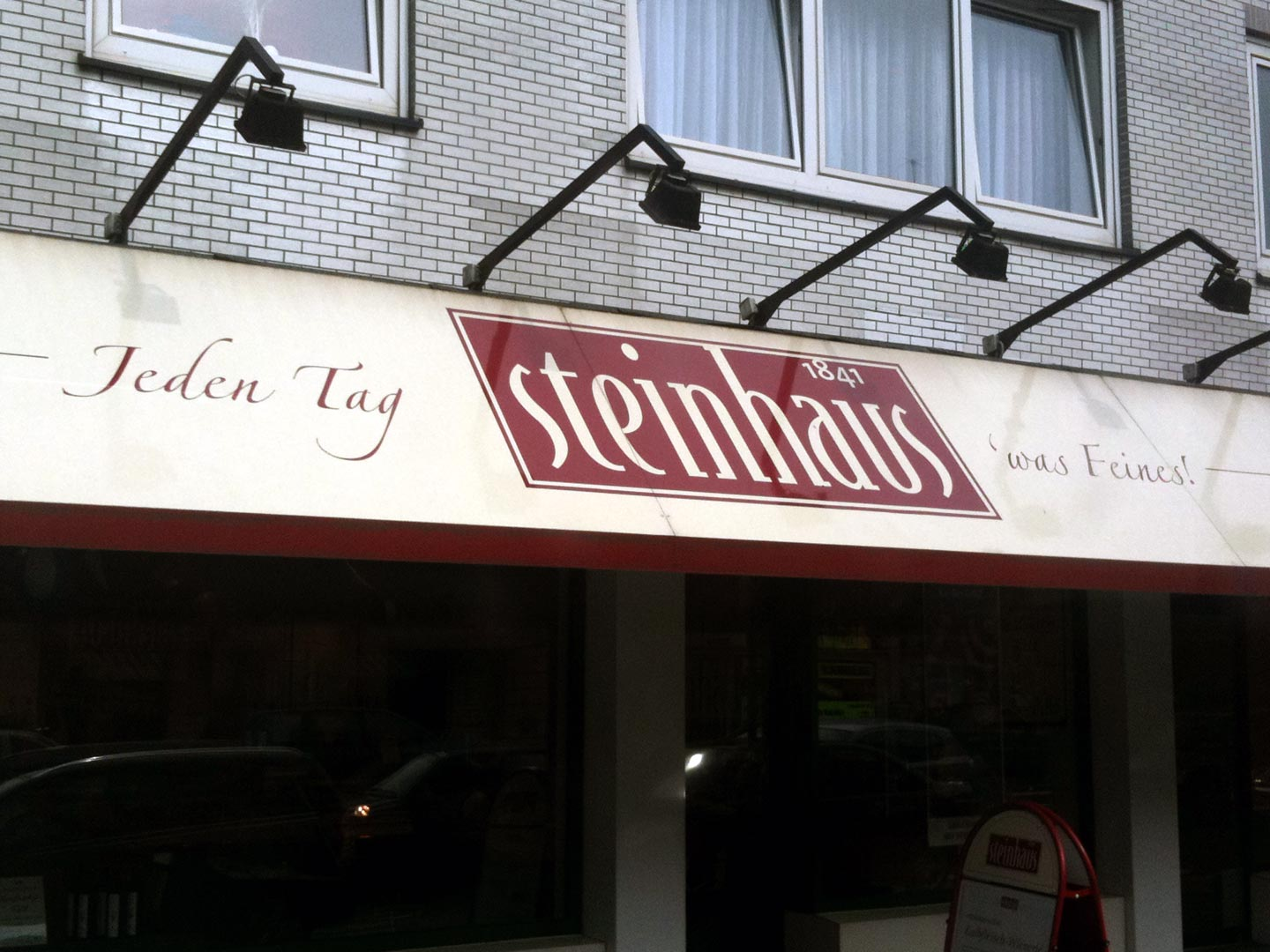
Zapfino als Schrift für Außenwerbung

Zapfino ist eine Schriftfamilie, die von Hermann Zapf entworfen und nach diesem benannt ist. Die  Zapfino umfasst insgesamt 18 Schriftschnitte. Die Zapfino ist im Sinne der DIN 16518 als eine Schreibschrift (Gruppe VIII) klassifiziert.

## Wesentliche Merkmale
Kennzeichen aller Zeichen der Zapfino-Schriftschnitte ist die ausgefallene und künstlerische handschriftliche Darstellung. Bei den Schriftschnitten der Zapfino-Familie ist der Variantenreichtum der einzelnen Zeichen und ihre nahtlose und fließende Kombinierbarkeit untereinander auffallend. Ein in Zapfino gesetzter Text erscheint sehr lebendig und abwechslungsreich, fast wie die Handschrift eines Kalligraphen. Die Schriftschnitte der Zapfino-Familie sind sehr beliebt für die Gestaltung von Dokumenten zu festlichen Anlässen, wie z. B. Hochzeitseinladungen, Menükarten, u. ä.

## Geschichte
Hermann Zapfs erste Ideen zu einer Schriftfamilie wie der Zapfino gehen in Form von Skizzen bereits in die 1940er Jahre zurück. Doch erst ab 1993 befasste sich Zapf intensiv mit den Arbeiten an einer kalligraphisch anspruchsvollen und variantenreichen Schriftfamilie. 1998 stellte Zapf in Zusammenarbeit mit dem Schriftdesign- und -Entwicklerteam von Linotype die erste Ausgabe der Zapfino in sechs Schriftschnitten (Zapfino One, Two, Three, Four, Ligatures, Ornaments) fertig. Dabei beeindrucken neben den z. T. raumgreifenden Schwüngen der einzelnen Zeichen und ihren Ligaturen insbesondere auch die Vielfalt der Ornamente.
Zapfino wurde mit dem Designpreis des Type Designers Club 1999 ausgezeichnet.
Im Folgenden wurde ein Schriftschnitt der Zapfino dem Betriebssystem Mac OS X von Apple als Systemschrift beigelegt, was ihr zu einer weiten Verbreitung und viel Aufmerksamkeit verhalf.
Beflügelt durch den großen Erfolg der ersten Zapfino-Familie, nicht zuletzt aber angeregt durch die technischen Möglichkeiten des aufkommenden OpenType-Formats, machte sich Zapf, mittlerweile bereits 85-jährig, zusammen mit Linotypes Type-Director Akira Kobayashi daran, die Zapfino-Familie komplett zu überarbeiten und erheblich zu erweitern. Das Ergebnis waren die zwölf Schriftschnitte der Zapfino Extra-Familie (Zapfino Extra Regular, One, Two, Three, Four, Alternate, SmallCaps, Ligatures, Ornaments, Zapfino Extra Forte, Forte One, Forte Alternate).
Die Zapfino Extra-Familie nutzt u. a. einen Mechanismus des OpenType-Formats, die sog. Contextual Features, die es ermöglichen, dasselbe Zeichen in einem anderen Kontext automatisch durch eine von mehreren Varianten des Zeichens darzustellen. Somit wird durch Textsatz-Programme, die die Verwendung von Contextual Features unterstützen, der gesamte Variantenreichtum der Zapfino Extra-Schriftfamilie dem Anwender auf einfache Weise zur Verfügung gestellt. Dies schließt den Einsatz der in Zapfino reichlich vorhandenen Ligaturen ein.
Da die Dichte der Bildschirmdarstellung unter Mac OS X systembedingt nicht 96 dpi (wie unter Windows üblich), sondern 72 dpi betrug und somit die Standard-Zapfino-Schriften auf diesen Computern in unterschiedlicher Grundhöhe dargestellt wurden, sah sich Linotype veranlasst, alle 12 Schnitte der Zapfino Extra-Familie zusätzlich als vergrößerte Variante unter dem Namen Zapfino Extra X herauszubringen.